# Great Lakes Environmental Research Laboratory
Laboratoire de recherche environnementale des Grands Lacs
Le Great Lakes Environmental Research Laboratory (GLERL) est un laboratoire de l'Office of Oceanic and Atmospheric Research (OAR) de la National Oceanic and Atmospheric Administration (NOAA). Son siège social se trouve à Ann Arbor, dans le Michigan, et il dispose d'une station de terrain subsidiaire à Muskegon, dans le Michigan. C'est un laboratoire de recherche environnementale multidisciplinaire qui fournit des connaissances scientifiques pour éclairer l’utilisation et la gestion des Grands Lacs et des environnements marins côtiers. Il s'agit de l'un des sept laboratoires de recherche de la NOAA.

## Histoire
Le GLERL a été créé le 25 avril 1974 lorsque la NOAA a fusionné une partie du Lake Survey Center préexistant (les divisions de limnologie et d'informatique) avec le personnel du bureau de l'Année internationale de terrain des Grands Lacs (IFYGL). L'IFYGL avait eu lieu l'année précédente, en 1972-1973. Le premier directeur était Eugène Aubert.
En 1987, le GLERL a déménagé dans de nouvelles installations au nord-est d'Ann Arbor, permettant de regrouper tous les laboratoires et l'espace d'instrumentation marine. En 1989, le GLERL a lancé un petit projet de recherche sur les espèces non indigènes qui a mené l’adoption de la loi de 1990 sur la prévention et le contrôle des espèces envahissantes, comme la moule zébrée, affectant une série de poissons indigènes écologiquement et économiquement importants.
Le Huron Explorer, un ancien navire de la Garde côtière américaine de 13 mètres de long, a été rénové pour utiliser des carburants et lubrifiants à base végétale plutôt que des carburants à base de pétrole. Le département de l'Énergie a décerné en 2006 un prix à la NOAA pour ce navire dans le cadre du programme fédéral de gestion de l'énergie.
Début 2025, les services de communication du GLERL a été contraints de se mettre en « pause indéfinie » en raison du licenciement de 20 % du personnel par le département de l'Efficacité gouvernementale dans le cadre des coupures à la NOAA durant la seconde présidence de Donald Trump,.

## Description
Le GLERL et ses partenaires mènent des recherches sur les environnements et les écosystèmes des Grands Lacs pour fournir aux autorités des outils de gestion durable de ces ressources. La recherche comprend l’étude des changements dans la chaîne alimentaire depuis l’invasion des moules zébrées et d'autres espèces envahissantes, les impacts du changement climatique, le développement de systèmes de prévision côtière, la diffusion d’images satellite pour le développement de produits environnementaux, la biodisponibilité des produits chimiques organiques toxiques et la prévision des proliférations d’algues nuisibles.
Les recherches du GLERL se divisent en 3 domaines scientifiques :
- systèmes d’observation et technologies ;
- dynamique des écosystèmes ;
- modélisation pour faire des prévision physiques et écologiques.